# Jenő Hubay
Jenő Hubay (Eugen Huber), född 15 september 1858, död 12 mars 1937, var en ungersk violinist och tonsättare.

## Biografi
Jenő Hubay var son och lärjunge till violinisten och tonsättaren Károly Hubay (Karl Huber, 1828-1885) och blev senare elev till Joseph Joachim och Henri Vieuxtemps. På rekommendation av den senare blev Hubay 1882 professor vid konservatoriet i Bryssel, 1886 vid landsakademin i Budapest och 1919 direktör för denna. Han tillhörde den generation av stora komponerande violinister, hos vilka virtuositeten i första rummet ställdes i musikens tjänst, och har gjort sig känd genom talrika violinverk, tre symfonier, visor och sex operor. Särskild berömmelse vann Hubay som violinpedagog. En mängd violinister ur en yngre generation som Franz von Vecsey, Emil Telmányi och Joseph Szigeti utgick från hans skola.